# Jezioro Boguszyckie
Jezioro Boguszyckie, Staw Boguszycki (niem. Bogschutz Teich, Damnig Teich) – jezioro w Polsce, w województwie dolnośląskim, w powiecie oleśnickim, w Boguszycach, na Równinie Oleśnickiej.

## Opis
Dzisiejsze jezioro powstało na skutek połączenia dwóch oddzielonych od siebie groblą stawów – mniejszego nazywanego Bogschutz Teich oraz większego położonego w kierunku północno-wschodnim Damnig Teich. Jezioro w obecnym kształcie położone jest około 700 metrów na północny wschód od głównych zabudowań wsi Boguszyce. Od strony północnej sąsiaduje z częściowo zlikwidowanym Ośrodkiem Wypoczynkowym "Relaks", a od wschodniej opływane jest przez Potok Boguszycki, którego wodami jest też zasilane. Zwierciadło wody zbiornika położone jest na wysokości około 158 m n.p.m. Jego powierzchnia wynosi 11,96 ha lub 14,0 ha, a długość linii brzegowej to 2,05 km. Wzdłuż brzegu poprowadzona została piesza ścieżka. Cały akwen otoczony jest lasem będącym częścią utworzonego w 2007 roku użytku ekologicznego "Las Boguszycki", na obszarze którego stwierdzono występowanie 162 gatunków roślin naczyniowych oraz dobrze wykształcone łęgi olszowo-jesionowe z olszą czarną, dębem szypułkowym, jesionem wyniosłym i wiązem pospolitym. Jezioro Boguszyckie stanowi ponadto miejsce rozrodu okolicznych płazów oraz teren bytowania ptactwa wodnego m.in. kaczek, łabędzi i łysek. Gospodarzem akwenu jest podlegające PZW Wrocław koło wędkarskie nr 117 "Sandacz" Boguszyce, które prowadzi na jego terenie zawody wędkarskie i zarybienia.